# El Campanon (Sant'Angelo in Vado)
El Campanon o Palazzo della ragione  è l'edificio civile ove i magistrati vadesi rendevano ragione delle istanze presentate dalla popolazione, attraverso sentenze civili o penali.

## Storia
Costruito nel XIII sec. la struttura, semplice, presenta un portico a cinque arcate ogivali al piano terra. La sua solennità aumenta poi in ragione di una certa certa imponenza dovuta alla torre civica (in dialetto locale "campanon"). Dagli atti consiliari, le cosiddette "riformanze comunali" si può dedurre che nel 1576 fu effettivamente eretta la torre civica. Tre anni più tardi fu apposta la campana grande, ad opera di Giuseppe Compiani (mastro campanaro di Fermo). Ancora oggi è possibile leggervi inscritto il nome di Francesco Maria II della Rovere. La corona mostra anche iscrizioni alla Madonna, a San Michele Arcangelo, nonché lo stemma di S. Angelo in Vado.
Tre stemmi di pietra sono visibili sulla parte anteriore del palazzo. Raffigurano il locale patrono S.Michele, la Chiesa Cattolica (le due chiavi a simboleggaire l'autorità ecclesiastica), la famiglia Brancaleoni signori del territorio sotto i quali fu costruito il Palazzo.
All'interno sono conservati affreschi e dipinti di autore ignoto. La sala grande è dotata di un camino del sec. XVI. e presenta, sul soffitto, lo stemma dei Montefeltro, duchi d'Urbino. 
In alcuni casi queste strutture accoglievano gli uffici comunali votati alla riscossione e gestione delle imposte (tali locali erano detti "di ragioneria"). Fu residenza Municipale (fino al sec. XIX). 
Oggi è sede della locale associazione Pro Loco.

## Curiosità
- Dalla torre campanaria prende il nome il giornale locale, "el Campanon" appunto
- Lo stemma centrale raffigurante il potere della Chiesa è protagonista di un piccolo "mistero": le chiavi delle piastrelle superiori sono rivolte verso il basso e non verso l'alto come sarebbe opportuno[1].